# 甲州ワインビーフ
甲州ワインビーフ（こうしゅうワインビーフ）は、山梨県甲斐市にある小林牧場をはじめとする山梨県内の肥育農家においてワインの生成時に発生する葡萄の搾り粕を飼料の一部として与えて肥育される「交雑種」から取れる牛肉のことである。

## 概要
生後5ヶ月までは乾草などを与えて育てるが、栄養が赤身に行き渡る生後6ヶ月から1年半の間、混合飼料にワインの搾りかすを混ぜて与える。その後は栄養が脂分に行くため搾りかすを混ぜるのをやめ、穀物を主体とした飼料に切り替え、生後2年ほどで出荷される。ワインの効果により肉が充分柔らかくなるだけでなく、ワインに含まれるポリフェノールの効果も有効であるため健康・美容にもいいとされている（概要はポリフェノールの項を参照）。

## 入手方法

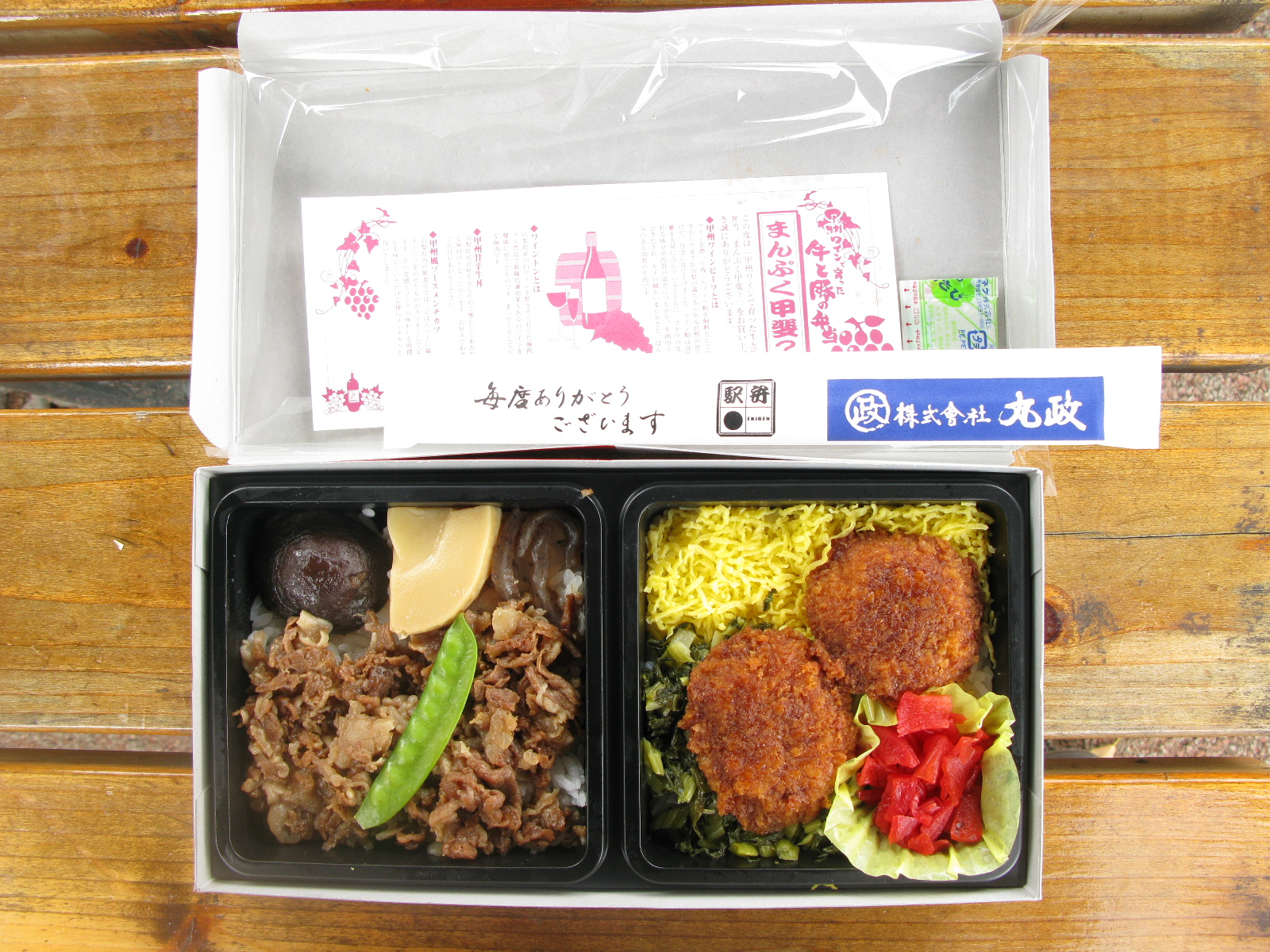
丸政が出している甲州ワインで育った牛と豚の弁当

小林牧場の直営店をはじめ山梨県内の精肉店や百貨店で販売されている。また楽天市場をはじめとするネットショップでも取り扱っている。その他にも山梨県の温泉旅館や料理店、小淵沢駅で駅弁業を営む丸政でも出されている。
また関連商品として甲州ワインビーフカレーや甲州ワインビーフチップスという商品が販売されており、おもに山梨県の土産店やネットショップで入手できる。

## 類似品

### ワイン豚
山梨県ではワイン豚（わいんとん）というワインを与えて養豚しているところもある。こちらはワインの搾りかすを与えるのではなく、香りを省いたワインを直接飲ませて育てているのが特徴。こちらも甲州ワインビーフ同様肉が柔らかくなり、食べやすくなる。おもに甲州市で育てられ、山梨県内の温泉旅館で食べられるほか、東京都内のレストランでも食べることができる。

### 十勝ワインビーフ
ワインビーフの冠をつけているものとして北海道十勝地方にて販売されている十勝ワインビーフがあるが、こちらはワインの搾りかすを与えているわけではなく、あくまで十勝牛の一ブランドである。尚、販売されている商品はビーフジャーキーのみである。